# Macrogynoplax geijskesii
Macrogynoplax geijskesii és una espècie d'insecte plecòpter pertanyent a la família dels pèrlids.

## Descripció
- El penis del mascle, el qual és aplanat dorsoventralment, presenta un conjunt de lòbuls a l'àpex.
- La femella encara no ha estat descrita.[5]

## Distribució geogràfica
Es troba a Sud-amèrica: Surinam.